# Diadegma agens
Diadegma agens är en stekelart som beskrevs av Henry Keith Townes, Jr. 1964. Diadegma agens ingår i släktet Diadegma och familjen brokparasitsteklar. Inga underarter finns listade i Catalogue of Life.